# Suttor Developmental Road
Die Suttor Developmental Road ist eine Fernverkehrsstraße im Osten des australischen Bundesstaates Queensland. Sie verläuft in West-Ost-Richtung und hat eine Länge von 167 km. Sie verbindet den Peak Downs Highway mit der Bowen Developmental Road.

## Verlauf
Die Suttor Developmental Road zweigt nördlich von Nebo vom Peak Downs Highway (S70) nach Westen ab und führt südlich des Homevale-Nationalparks zur Kleinstadt Elphinstone.
Südlich der Stadt begleitet sie den Lake Elphinstone an seinem Ostufer. Dort endet der asphaltierte Teil der Straße. Sie überquert den Isaac River und führt dann als unbefestigter Weg über die Denham Range nach Osten. Bei der Siedlung Eaglefield überquert sie den Suttor River, nach dem sie benannt ist. Schließlich erreicht sie die Kleinstadt Mount Coolon an der Bowen Developmental Road (S77).